# Тромпо

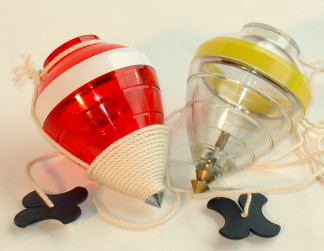
Тромпо, виготовлені з пластмаси та металу

Тромпо (trumpo) — популярна в Латинській Америці іграшка, дзига грушоподібної форми, зазвичай виготовляється з деревини, хоча останнім часом для виготовлення тромпо нерідко застосовуються пластмаси та інші сучасні матеріали. Наконечник, на якому обертається тромпо, часто виготовляють зі сталі. Запускають іграшку зазвичай обертанням шнура, обгорненого навколо неї.
У ряді країн Латинської Америки, таких як Мексика, Колумбія і Перу, тромпо настільки популярний, що навіть проводяться чемпіонати з його запуску.

## Етимологія
Ці іграшки популярні в Латинській Америці, де з'явилася назва тромпо, але є багато різних назв і схожих іграшок в інших країнах. В Іспанії ця іграшка відома під назвою пеон (peon), в ряді країн Південної Америки — як рунчо (runcho) або пеонца (peonza). На Філіппінах вона називається трумпо (trumpo) або турумпо (turumpo), в Португалії — піньо (pião).

## Історія
Існують історичні докази, що свідчать про існування тромпо ще 4000 до н. е., а тромпо знайдені на березі річки Євфрат, ймовірно, належать до стародавньої цивілізації. Існують також докази того, що люди давньогрецької та римської цивілізацій також використовували тромпо.